# SMS Lützow
«Лютцов» (нем. SMS Lützow) — линейный крейсер ВМФ Германской империи эпохи Первой мировой войны, второй корабль в серии линейных крейсеров типа «Дерфлингер». В официальной немецкой классификации того времени линейных крейсеров не было, и «Лютцов» относился к большим крейсерам (нем. Großer Kreuzer), к которым также относились броненосные крейсера .
Был назван в честь немецкого национального героя, барона Людвига Адольфа Вильгельма фон Лютцова, возглавившего партизанскую войну в тылу войск Наполеона, оккупировавшего Германию. 
«Лютцов» был введен в состав флота 8 августа 1915, но не смог присоединиться к Флоту открытого моря, до 20 марта из-за повреждения двигателя во время испытаний. В результате «Лютцов» во время войны провёл всего несколько боевых операций. Он принимал участие в одной операции по бомбардировке Ярмута и Лоустофта 24-25 апреля 1916, после которого крейсер был назначен флагманом адмирала Франца Фон Хиппера. Месяц спустя «Лютцов» принял участие в Ютландском Сражении проходившем с 31 мая по 1 июня. Во время сражения «Лютцов» потопил британский линейный крейсер «HMS Invincible», участвовал в потоплении английского броненосного крейсера «Дифенс». «Лютцов» был тяжело поврежден снарядами с английских линейных крейсеров и линкоров. Не имея возможности дойти до немецких портов после эвакуации команды, крейсер был затоплен. Миноносец G38 из эскорта линкора выпустил по нему торпеды, после чего «Лютцов» затонул.